# Relations entre le Brésil et le Pakistan
Les relations entre le Brésil et le Pakistan sont les relations extérieures entre la république fédérative du Brésil et la république islamique du Pakistan.

## Histoire
Les relations diplomatiques entre le Brésil et le Pakistan ont débuté en 1948.